# Igor Pavličić
Igor Pavličić (en serbe cyrillique : Игор Павличић ; né le 15 octobre 1970 à Belgrade) est un avocat et un homme politique serbe. Membre du Parti démocrate, il a été maire de Novi Sad, la capitale de la province autonome de Voïvodine, de 2008 à 2012.

## Biographie
Né en 1970 à Belgrade. Igor Pavličić termine ses études secondaires au lycée de Sremski Karlovci puis étudie à la Faculté de droit de l'université de Novi Sad, dont il sort diplômé en 1995. Après avoir réussi l'examen d'entrée au barreau en 1997, il exerce le métier d'avocat de 1998 à 2008, en tant que spécialiste des affaires soumises à la Cour européenne des droits de l'homme.
Il est élu maire de Novi Sad en juin 2008 et réélu à la suite des élections locales serbes de 2012. Mais deux mois plus tard, à la suite d'un retournement d'alliance, il doit renoncer à son poste. En mars 2013, il devient conseiller du président de la société publique Vode Vojvodine.
Igor Pavličić est amateur de sport ; il a été entraîneur de football et a été joueur de basket-ball au KK Vojvodina Novi Sad ; il a également été membre du club d'athlétisme de la société sportive Vojvodina Novi Sad.